# Renix

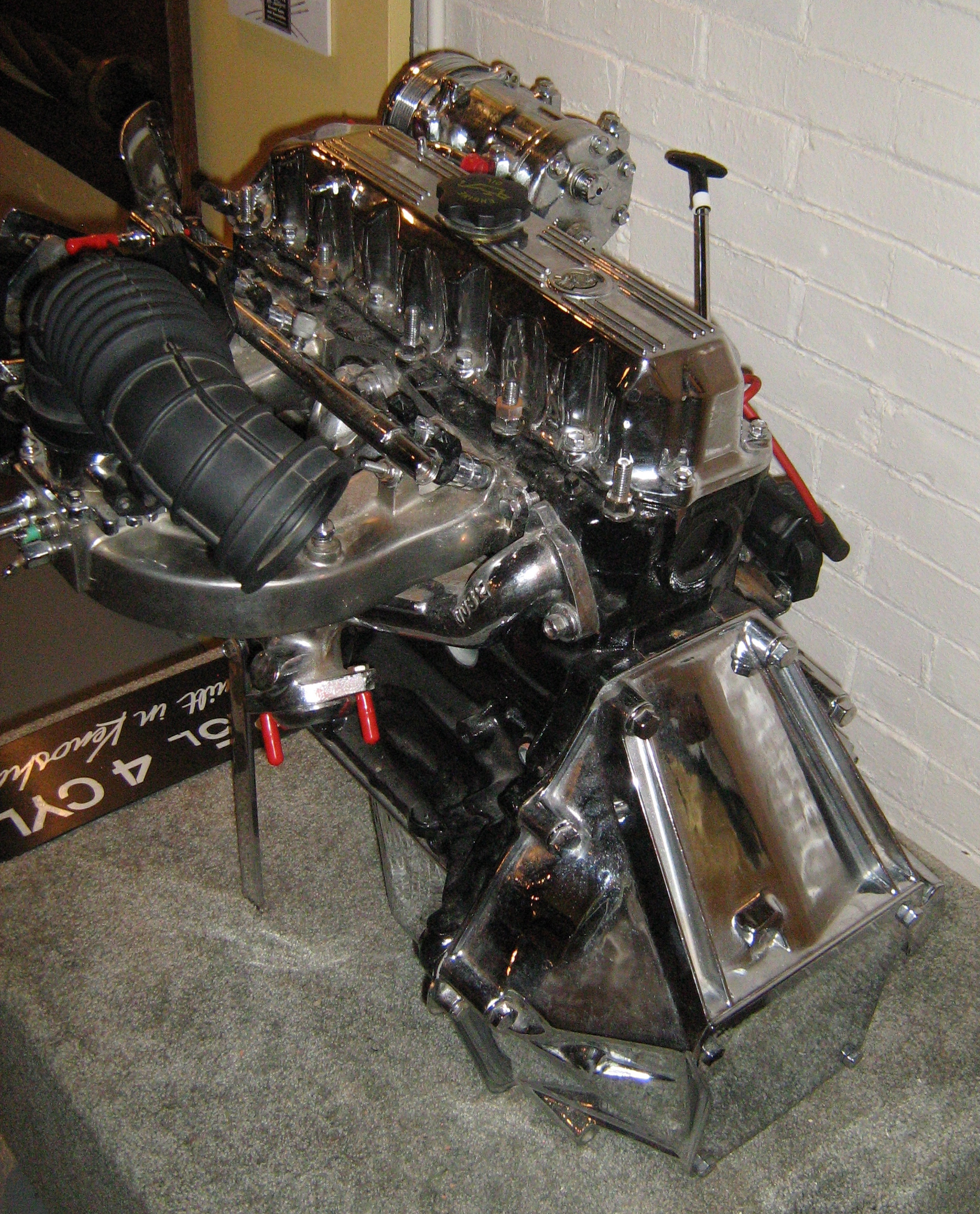
Motor AMC straight-4, equipado con un sistema de inyección de combustible Renix

Renix (Renix Electronique) fue una empresa conjunta formada por Renault y Bendix, que diseñó y fabricó para distintas compañías automotrices sistemas de encencido y de inyección de combustible, controles electrónicos de transmisión automática y varios sensores para regular el funcionamiento de motores de combustión interna. Sus principales aplicaciones incluyeron varios vehículos de Renault y Volvo. El nombre se convirtió en sinónimo en los EE. UU. de la computadora y del sistema de inyección de combustible utilizados en los motores AMC/Jeep 2.5 L I4 y 4.0 L I6.

## Uso del nombre
El término Renix también tiene varias aplicaciones. En ciertos modelos de Renault y AB Volvo equipados con carburador, proporciona un sistema de encendido electrónico, que consiste en una unidad de control de motor (ECU) para reemplazar los puntos de interruptor de contacto en el distribuidor. El sistema utiliza un sensor de ángulo y una serie de sensores de combustible para proporcionar un sistema de encendido sin mantenimiento. La ECU está sellada y no se puede reparar, y la memoria EPROM no se puede reprogramar.
Más tarde, el nombre fue sinónimo de una forma de inyección de combustible. En tal aplicación, consistía en una ECU y varios sensores. Se vio por primera vez en motores producidos por Renault (Renault 21, 25 y Espace) con cilindradas de 2 L (122 plg³) y 2,2 L (134 plg³). Es más conocido en Estados Unidos por su aplicación en los motores AMC 4.0 L que desplazaron a los motores de 3960 cm³ (242 plg³) con 6 cilindros en línea. La producción comenzó por American Motors Corporation (AMC) con los modelos Jeep Cherokee (XJ) de 1987. Fue precedido por el Control de Motor Computarizado de AMC y seguido por el sistema Mopar MPI de Chrysler.

## Renix Electronique
Renix Electronique S.A., se estableció en 1981 como una empresa conjunta de Renault con una participación del 51% y de Bendix con un 49%, que tenía su sede en Toulouse. Renix Corporation of America era la subsidiaria norteamericana de Renix Electronique para brindar soporte de ventas, logística, ingeniería y calidad a American Motors.
Cuando Renault tuvo problemas financieros en 1985, vendió su participación en Renix a AlliedSignal, un importante proveedor de la industria automotriz y el nuevo propietario de Bendix. Renix Corporation of America también fue absorbida por AlliedSignal Corporation cuando compró Renix Electronique a Renault. La compra por parte de Allied por 200 millones de dólares del 51% de Renix que pertenecía a Renault lo convirtió en parte de Bendix Electronics and Engine Controls. Los productos Renix se fabrican en Francia y se comercializan en todo el mundo bajo la marca Bendix. En 1988, la factoría francesa de Bendix se vendió a Siemens VDO. En 2008, Siemens AG vendió su sucursal VDO al grupo automotriz Continental.

## Aplicaciones en Renault
El sistema Renix se utilizó en los motores de la serie F instalados en el Renault 19 16V, Renault 21 y Savanna/Nevada, el Renault 25 y el Renault Espace. Era un sistema de inyección de combustible de múltiples puntos, a diferencia de un sistema de un solo punto, con una serie de sensores de aire, aceleración y sondeo, y una computadora avanzada. La aplicación del sistema pudo verse por primera vez en 1984, tres años antes de su debut en Estados Unidos. El sistema Renix elevó la potencia del motor con una cilindrada de 1995 cm³ (122 plg³) y alimentado por carburador, de 104 a 120 HP (77,6 a 89,5 kW). También se podía encontrar en los motores de 2.2 L instalados en los modelos R21, 25 y Espace.
La inyección de combustible Renix y un turbocompresor Garrett se utilizaron en el V6 de montaje central, que impulsaba el automóvil deportivo Alpine A610.

## Aplicaciones en AMC/Jeep
AMC-Renault utilizaba un sistema de control electrónico del motor totalmente integrado fabricado por Renix. El sistema de encendido electrónico Renix constaba de un módulo de control de encendido (ICM) de estado sólido, un distribuidor, un sensor de posición del cigüeñal y una unidad de control electrónico (ECU). La ECU Renix incorporaba un potente microprocesador de tecnología avanzada para su época. También incorporaba un sensor de picado de bielas que le permitía a la computadora detectar si estaba produciendo detonación, lo que le permitía a la computadora realizar un control adaptativo mediante correcciones de cilindros individuales para evitar el picado. La detección de detonación utilizaba la señal de un acelerómetro de banda ancha montado en la culata. La relación señal/ruido adecuada se obtenía principalmente a través de un proceso de discriminación angular.
El sistema Renix tenía más entradas que el sistema Mopar posterior y, en cierto modo, era más complejo. Su sensor de detonación ajustaba automáticamente la curva de avance de la chispa a una mezcla óptima para cada cilindro. Algunos motores controlados por el sistema Renix realmente mejoraban su economía de combustible usando un carburante de mayor octanaje. El sistema del AMC 4.0 L era flexible y permitía el uso de árboles de levas y de culatas modificados sin cambios significativos en la computadora base.
La computadora Renix se usó por primera vez en 1986 en el AMC 2.5 L de cuatro cilindros. El sistema mejoró la capacidad de conducción de los modelos Jeep Cherokee y Comanche en comparación con los modelos con carburador. El aumento de potencia también fue notable. El sistema Renix se utilizó hasta el modelo del año 1990. Desafortunadamente, tiene una desventaja porque pocas herramientas de escaneo pueden "conectarse" a esta computadora oBD. El sistema de control Renix anterior a 1991 solo se puede probar con el probador DRB de Chrysler, y los modos de prueba de diagnóstico para los motores de 1989 y posteriores con controladores SBEC difieren de los provistos para los modelos de 1988 y anteriores.
Años del modelo:
- 1986 - Renix TBI disponible en motores Jeep 2.5 L de cuatro cilindros.
- 1987 - El nuevo motor de seis cilindros 4.0 L controlado por Renix fue calificado con 173 HP (129 kW; 175 CV) y 220 lb·pie (298 N·m) de par.
- 1988 - Salida del 4,0 L aumentada a 177 HP (132 kW; 179 CV) y 224 lb·pie (304 N·m) de par, debido a una mayor relación de compresión.
- 1989 - Cambiado a Renix MPFI.
- 1991 - Chrysler Corporation (entonces los propietarios de la marca Jeep reemplazaron el sistema de control Renix con electrónica de control compatible con OBD-I, el Chrysler HO EFI).

El sistema de control Renix solo se utilizó en los Jeep Cherokee y Comanche de 1987 a 1990 con motores diseñados por AMC (la configuración de control utilizada con el V6 de 2,8 L (171 plg³) era OBD-I de General Motors, y el diésel inicial era un Renault turbodiésel I4 de 2,1 L (128 plg³) que usaba su propia configuración de control específica).
El Jeep Wrangler (YJ) no recibió el motor AMC 4.0 hasta 1991, cuando también estuvo acompañado por componentes electrónicos diseñados por Chrysler. Hasta entonces, conservó el motor AMC 258 plg³ (4,2 L) con carburador. Ningún otro vehículo Jeep estaba equipado con controles electrónicos Renix.

### Operación
En una aplicación típica de Jeep, el módulo de control de encendido (ICM) está ubicado en el compartimiento del motor. Consta de un circuito de encendido de estado sólido, así como con una bobina de encendido integrada que se puede quitar y reparar por separado. Las señales electrónicas de la ECU al ICM determinan la cantidad de tiempo de encendido o retardo necesarios para cumplir con los requisitos de potencia del motor. La ECU proporciona una señal de entrada al ICM. El ICM tiene salidas para una señal del tacómetro y una señal de alto voltaje de la bobina al distribuidor. Un sensor detecta las posiciones del cigüeñal TDC (Top Dead Center) y BDC, así como las rpm del motor. Este sensor está asegurado mediante pernos con reborde especiales a la carcasa de la placa impulsora/volante de inercia, y no es ajustable.

### Estaciones de inspección
El sistema de control Renix es "pre-OBD" y, por lo tanto, no tiene una "Lámpara Check Engine". Tampoco "almacena" ni "arroja" códigos de diagnóstico de problemas (DTC) ni "ID de parámetros" (PID). Este es un problema común en la inspección técnica de vehículos, particularmente en California y otras jurisdicciones con estándares de emisiones. La mayoría de las estaciones de inspección no lo saben y tratarán de justificar que el CEL/MIL "no funciona".

## Aplicaciones en Skoda
En la década de 1980, Skoda fabricó una pequeña cantidad de automóviles con motor trasero con inyección de combustible Renix. Estos estaban originalmente destinados a Canadá, pero terminaron en Europa, y generalmente se conocen como 135 GLi o 135 RiC. Las piezas del sistema de combustible pueden estar disponibles en los concesionarios Chrysler-Jeep.

## Aplicaciones en Volvo
El Volvo Serie 700 y algunos de los Volvo Serie 300 usaban un motor atmosférico B200K de 4 cilindros en línea y 2.0 L de cilindrada con encendido Renix, al igual que algunos Volvo de la serie 300 con motores Renault. La serie 300 de Volvo no se conoce en EE. UU. Se fabricó en los Países Bajos (con una producción limitada de automóviles en Malasia mediante ensamblaje de kits).
Todos los automóviles Volvo de la serie 300 con motores de gasolina vinieron con encendido Renix/Bendix desde 1983 hasta 1991, cuando se detuvo la producción de la serie 300.
Motores Volvo "Redblock" equipados con encendido Renix:
- B200K 1986 cc 100-101 HP (74,6-75,3 kW) con carburador de dos cuerpos Solex Cisac Z34 (1985-1989)
- B200E 1986 cc 111-115 HP (82,8-85,8 kW) con unidad de inyección Bosch LE-Jetronic (1985-1989)
- B200F 1986 cc 108 HP (81 kW; 109 CV) con unidad de inyección Bosch LU-Jetronic y motor catalizado (1987-1990)
- B230K

Unidades derivadas de Renault con encendido Renix:
- Motores B18E(D) 1721 cc OHC en la serie 400 (1986-1988)
- B172K 1721 cc OHC 78-81 HP (58,2-60,4 kW) con carburador de doble cuerpo Solex Cisaz Z32 (1986-1989)
- B14.4E/S 1397 cc OHV 72 HP (54 kW; 73 CV) con carburador de doble cuerpo Weber 32DIR (1985-1991)
- B14.3E/S 1397 cc OHV 64 HP (48 kW; 65 CV) con carburador de un solo cuerpo Solex (1983-1985)
- B13.4E 1289 cc OHV 64 HP (48 kW; 65 CV) con carburador de doble cuerpo Weber 32DIR destinado al mercado de Finlandia (donde la cilindrada de 1.3 L era una clase fiscal) (1989-1991)

B172K y B18 se basaron en los motores Renault FnN (siendo n 1, 2 o 3) de Renault, B14.x basado en Renault C1J, ambos tipos se modificaron para Volvo en mayor o menor grado.